# Sissa
Sissa é uma comuna italiana da região da Emília-Romanha, província de Parma, com cerca de 3.945 habitantes. Estende-se por uma área de 42 km², tendo uma densidade populacional de 94 hab/km². Faz fronteira com Colorno, Gussola (CR), Martignana di Po (CR), Roccabianca, San Secondo Parmense, Torricella del Pizzo (CR), Torrile, Trecasali.

## Demografia
| Variação demográfica do município entre 1861 e 2011                               |
|                                                                                   |
| Fonte: Istituto Nazionale di Statistica (ISTAT) - Elaboração gráfica da Wikipedia |